# Poupiniidae
Poupiniidae is een familie van de superfamilie Homoloidea uit de infraorde krabben en omvat volgende geslachten: 
- Poupinia  Guinot, 1991
- Rhinopoupinia  †  Feldmann, 1993